# Labancz Imre
Labancz Imre (Pécs, 1968. január 10. –) kétszeres magyar bajnok tekéző, amatőr magyar bajnok bowlingozó.

## Eredményei
Teke
1990/91 és 1991/92 szezonban magyar bajnoki címeket szerzett a BKV Előre csapatának tagjaként. 
Egyéb eredmények: Ifjúsági világbajnokság 3. helyezés (1991, Linz, csapat), Ifjúsági Budapest bajnokság 1. helyezés (1988, Bp, egyéni), Grosser Preis der Stadt Wien 1. helyezés (1993, Bécs, Stadthalle, egyéni)
Bowling
A sportág első amatőr bowling bajnoka 1989-ben. (Népszabadság, Képes Sport, Népsport)
A Tekeszövetség Budapesten a Novotel Szállóban rendezte meg az első magyar amatőr bowlingbajnokságot, A férfiaknál Labancz Imre szerezte meg a győzelmet 527 ponttal.

## Csapatai
- Pécsi Spartacus
- Pécsi Gázművek
- Ferencvárosi Torna Club
- BKV Előre SC
- UKV Raidl Wiener Neustadt
- SV Strebel